# Форсон, Ричмонд
Ричмонд Форсон (англ. Richmond Forson; род. 23 мая 1980) — тоголезский футболист, выступавший на позиции полузащитника за сборную Того и клубы низших французских лиг.

## Клубная карьера
В юном возрасте Ричмонд Форсон переехал во Францию. Там он играл за резервную команду «Меца».В 2001 году футболист попал в дорожно-транспортное происшествие, выбившее его из игры на год. Впоследствии Форсон выступал за клубы низших французских лиг.

## Карьера в сборной
Ричмонд Форсон был включён в состав сборной Того на чемпионат мира по футболу 2006 года в Германии. На турнире он провёл все три матча своей команды на турнире: с Южной Кореей, Швейцарией и Францией.
В 2010 году он вошёл в состав сборной Того на Кубок африканских наций 2010 в Анголе, но подвергся вместе с командой вооружённому нападению при перемещении на автобусе. Сборная была вынуждена по указанию своего правительства сняться с турнира.